# Campionato inglese di hockey su pista
Il campionato inglese di hockey su pista è l'insieme dei tornei istituiti e organizzati dalla NRHA. Dalla stagione 1973 esiste in Inghilterra un campionato di massima divisione maschile. I vincitori di tale torneo si fregiano del titolo di campioni d'Inghilterra.

## Struttura

### Roller Hockey Premier League
La Roller Hockey Premier League è il massimo livello del campionato inglese di hockey su pista ed è gestito dalla federazione inglese. Il torneo viene disputato tra nove squadre con la formula del girone unico all'italiana.
Al termine della stagione regolare secondo il piazzamento finale si hanno i seguenti verdetti:
- 1ª classificata: campione d'Inghilterra;
- 9ª classificata: retrocessa nella stagione successiva in Division 1.

### Division 1
La Division 1 è il torneo di secondo livello del campionato inglese di hockey su pista ed è gestito anch'esso dalla federazione inglese. Il torneo viene disputato tra sei squadre con la formula del girone unico all'italiana. Al termine della stagione regolare si hanno i seguenti verdetti:
- 1ª classificata: promossa in Roller Hockey Premier League nella stagione successiva;

## Piramide attuale
| Livello | Livello | Serie                                                                     | Serie                                                                     | Serie                                                                     | Serie                                                                     | Serie                                                                     | Serie                                                                     | Serie                                                                     | Serie                                                                     | Serie                                                                     | Serie                                                                     | Serie                                                                     | Serie                                                                     | Serie                                                                     | Serie                                                                     | Serie                                                                     | Serie                                                                     | Serie                                                                     | Serie                                                                     |
| ------- | ------- | ------------------------------------------------------------------------- | ------------------------------------------------------------------------- | ------------------------------------------------------------------------- | ------------------------------------------------------------------------- | ------------------------------------------------------------------------- | ------------------------------------------------------------------------- | ------------------------------------------------------------------------- | ------------------------------------------------------------------------- | ------------------------------------------------------------------------- | ------------------------------------------------------------------------- | ------------------------------------------------------------------------- | ------------------------------------------------------------------------- | ------------------------------------------------------------------------- | ------------------------------------------------------------------------- | ------------------------------------------------------------------------- | ------------------------------------------------------------------------- | ------------------------------------------------------------------------- | ------------------------------------------------------------------------- |
| 1       | 1       | National Roller Hockey Association Roller Hockey Premier League 9 squadre | National Roller Hockey Association Roller Hockey Premier League 9 squadre | National Roller Hockey Association Roller Hockey Premier League 9 squadre | National Roller Hockey Association Roller Hockey Premier League 9 squadre | National Roller Hockey Association Roller Hockey Premier League 9 squadre | National Roller Hockey Association Roller Hockey Premier League 9 squadre | National Roller Hockey Association Roller Hockey Premier League 9 squadre | National Roller Hockey Association Roller Hockey Premier League 9 squadre | National Roller Hockey Association Roller Hockey Premier League 9 squadre | National Roller Hockey Association Roller Hockey Premier League 9 squadre | National Roller Hockey Association Roller Hockey Premier League 9 squadre | National Roller Hockey Association Roller Hockey Premier League 9 squadre | National Roller Hockey Association Roller Hockey Premier League 9 squadre | National Roller Hockey Association Roller Hockey Premier League 9 squadre | National Roller Hockey Association Roller Hockey Premier League 9 squadre | National Roller Hockey Association Roller Hockey Premier League 9 squadre | National Roller Hockey Association Roller Hockey Premier League 9 squadre | National Roller Hockey Association Roller Hockey Premier League 9 squadre |
| 2       | 2       | National Roller Hockey Association Division 1 6 squadre                   | National Roller Hockey Association Division 1 6 squadre                   | National Roller Hockey Association Division 1 6 squadre                   | National Roller Hockey Association Division 1 6 squadre                   | National Roller Hockey Association Division 1 6 squadre                   | National Roller Hockey Association Division 1 6 squadre                   | National Roller Hockey Association Division 1 6 squadre                   | National Roller Hockey Association Division 1 6 squadre                   | National Roller Hockey Association Division 1 6 squadre                   | National Roller Hockey Association Division 1 6 squadre                   | National Roller Hockey Association Division 1 6 squadre                   | National Roller Hockey Association Division 1 6 squadre                   | National Roller Hockey Association Division 1 6 squadre                   | National Roller Hockey Association Division 1 6 squadre                   | National Roller Hockey Association Division 1 6 squadre                   | National Roller Hockey Association Division 1 6 squadre                   | National Roller Hockey Association Division 1 6 squadre                   | National Roller Hockey Association Division 1 6 squadre                   |